# Bernard Wrightson
Bernard Charles Wrightson (* 25. Juni 1944 in Phoenix) ist ein ehemaliger US-amerikanischer Wasserspringer. Er ist der Olympiasieger des Jahres 1968 im Kunstspringen.
1964 verpasste Wrightson als Student an der Arizona State University knapp die Qualifikation für die Olympischen Spiele in Tokio. In den nächsten vier Jahren erzielte er im Wasserspringen Erfolge bei Wettkämpfen der Amateur Athletic Union, bei der Sommer-Universiade 1965 und bei den Panamerikanischen Spielen 1967.
Bei den Olympischen Spielen 1968 in Mexiko-Stadt lag Wrightson nach der Vorrunde im Kunstspringen zunächst auf dem dritten Platz hinter seinem Landsmann Jim Henry und dem Italiener Klaus Dibiasi. Durch seine drei Sprünge im Finale siegte Wrightson mit 170,15 Punkten vor Dibiasi mit 159,74 Punkten und Henry mit 158,09 Punkten.
Im Jahr 1984 wurde Wrightson in die International Swimming Hall of Fame aufgenommen.